# Greta Wästberg
Greta Edelina Wästberg, född Hirsch 2 september 1912 i Hedvig Eleonora församling i Stockholm, död 4 oktober 2006 i Oscars församling i Stockholm, var en svensk företagsledare. 
Greta Wästberg var dotter till industriledaren Erik Hirsch och Lisa Sachs. Hon växte upp vid Stureplan i Stockholm samt var syster till Ernst Hirsch och Margot Höjering. Hon gifte sig 1932 med redaktör Erik Wästberg och blev mor till Per Wästberg, Lena Billing och Olle Wästberg.
När hennes make dog 1954 blev hon efter honom VD för mikrofilmföretaget Rekolid AB, som på uppdrag av mormonerna i USA mikrofilmade alla svenska och finska kyrkböcker. En kopia av filmerna skänktes till Kungliga biblioteket. Hon var också VD för dotterbolaget Centrala Filmarkivet, som mikrofilmade alla svenska tidningar åt Kungliga biblioteket.
1982 upphörde mikrofilmningen och Rekolid blev ett bokförlag med återutgivning av gamla böcker, främst stockholmiana. Hon drev företaget ända fram till sin död 2006. Hon var den första kvinnan i Stockholms Handelskammares verkställande utskott och deltog i delegationer till bland annat USA, Sydamerika, Japan och Kina, vilka skulle stärka handelsförbindelserna med Sverige. Hon var styrelseordförande i Östermalms Sjukvårdsförening och styrelsemedlem i Stiftelsen för gamla tjänarinnor, Stiftelsen Isaak Hirschs minne och Centrum för näringslivshistoria. Hon tilldelades Vasaorden 1963.